# Voetstappen op de trap
Voetstappen op de trap is een hoorspel van Rae Shirley. Het werd vertaald door Justine van Maaren en de AVRO zond het uit op dinsdag 26 maart 1985, van 11:03 uur tot 11:41 uur. De regisseur was Hero Muller.

## Rolbezetting
- Pieter Lutz (Musty)
- Maria Lindes (Lenka)
- Ad van Kempen (Martin, haar zoon)

## Inhoud
Lenka, eens een gevierde actrice, wordt verzorgd, aanbeden en vertroeteld door de goeiige Musty. Hij laat zich haar wisselende stemmingen steeds weer welgevallen en speelt geduldig een rol in haar schijnwereld. Lenka voelt zich voortdurend bedreigd door haar ex-echtgenoot, die in de flat boven haar op sterven ligt. Als haar zoon uit dat huwelijk verschijnt en haar vraagt zijn vader te bezoeken, weigert ze. Op een dag hoort ze voetstappen op de trap. Haar ex-man vertrekt. Lenka voelt zich indelijk bevrijd. Maar de vreugde duurt niet lang…